# Петров, Иван (счётчик)
Ива́н Петро́в (1823—?) — русский феноменальный счётчик. Родился в 1823 году в крестьянской крепостной семье Костромской губернии. В раннем возрасте, не умея ни читать, ни писать, он поражал окружающих своими способностями к счёту и решению задач. В возрасте 11 лет подвергнут обстоятельному исследованию в общем присутствии совета костромской гимназии. Предложенные ему 12 задач были решены им, при неумении читать и писать и при полном отсутствии каких бы то ни было сведений об употребляемой системе счисления, в час и 17 минут, считая и время для предложения задач. В августе того же года Петров был подвергнут новому исследованию профессором Д. М. Перевощиковым, предложившим 5 задач; несложная задача на пропорциональное деление была решена в 30 секунд, ответ на вопрос о числе секунд в году последовал через 3 минуты, недоступная даже для прошедших начальный курс арифметики задача на квадратные уравнения была решена в 17 минут и т. д. Задача на неопределенные уравнения первой степени с двумя неизвестными, предложенная Петрову при первом исследовании, была блестяще решена им во всех допускаемых ею случаях целых и положительных решений.
В том же 1834 году Петров был представлен императору Николаю I при посещении им костромской гимназии. Император приказал директору гимназии взять его к себе для воспитания и обучения чтению, письму и языкам, французскому и немецкому. Для обеспечения мальчика в будущем он велел внести в кредитное учреждение вклад в 1000 рублей. Дальнейшая судьба Ивана Петрова неизвестна.